# Frank W. Higgins

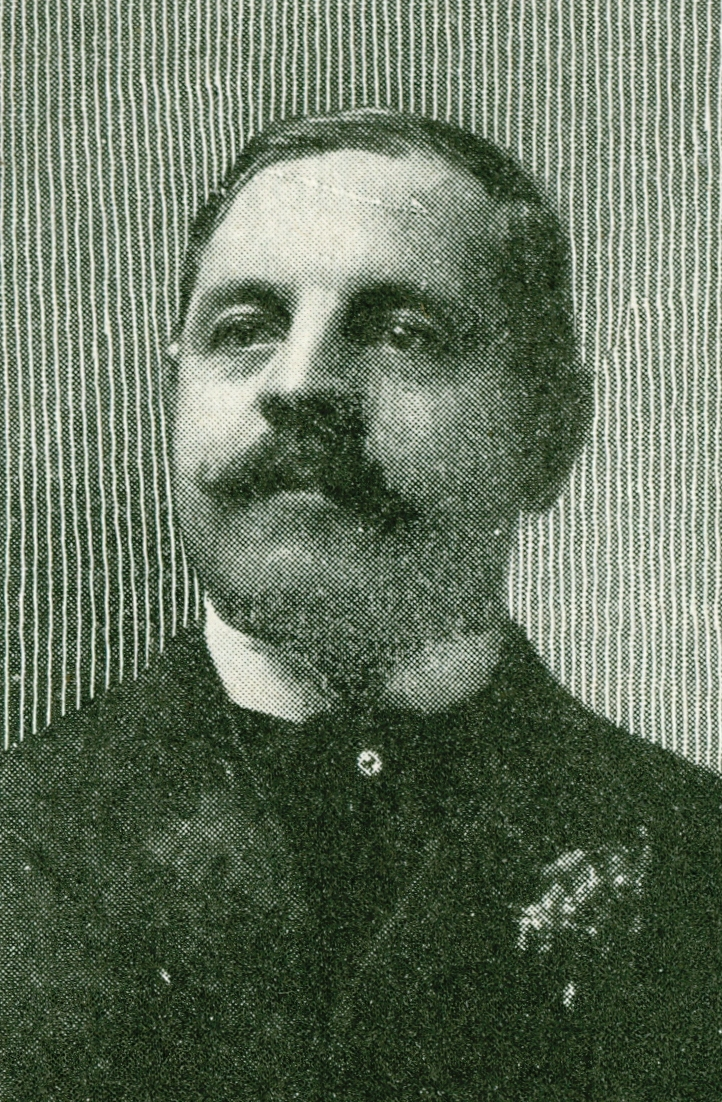
Frank W. Higgins

Frank Wayland Higgins (* 18. August 1856 in Rushford, Allegany County, New York; † 12. Februar 1907 in Olean, New York) war ein US-amerikanischer Politiker und von 1905 bis 1907 Gouverneur des Bundesstaates New York.

## Frühe Jahre und politischer Aufstieg
Frank Higgins besuchte die Rushford Academy und danach bis 1873 die Riverview Military Academy. Danach arbeitete er in Chicago und Denver im Ölgeschäft, ehe er in das Einzelhandelsgeschäft seiner Familie einstieg. Higgins wurde Mitglied der Republikanischen Partei, deren Convention er im Jahr 1888 besuchte. Auf diesem Parteitag wurde Benjamin Harrison als Präsidentschaftskandidat nominiert. Zwischen 1894 und 1902 war Higgins Mitglied des Senats von New York.

## Gouverneur von New York
Zwischen 1903 und 1905 war Frank Higgins als Vizegouverneur Stellvertreter von Gouverneur Benjamin Barker Odell, zu dessen Nachfolger er am 8. November 1904 gewählt wurde. Higgins trat seine zweijährige Amtszeit am 1. Januar 1907 an. In seiner Regierungszeit wurden die Wahlgesetze des Staates New York reformiert und die Staatsausgaben gekürzt. Auch die Gesetze zur Regelung des Versicherungswesen wurden überarbeitet. Nach dem Ende seiner Gouverneurszeit am 1. Januar 1907 zog sich Frank Higgins aus der Politik zurück. Er starb bereits wenige Wochen später, am 15. Februar 1907. Frank Higgins war mit Catherine Corrine Noble verheiratet.